# Burg Baumburg
Die Burg Baumburg ist eine abgegangene hochmittelalterliche Spornburg bei 543 m ü. NHN auf einem steil zur Traunmündung abfallenden Bergrücken an der Stelle des Klosters Baumburg bei Altenmarkt an der Alz im Landkreis Traunstein in Bayern. „Untertägige mittelalterliche und frühneuzeitliche Befunde im Bereich des ehem. Augustinerchorherrenstifts Baumburg und seiner Vorgängerbauten mit der Kath. Pfarrkirche St. Margaretha sowie abgegangene Grafenburg ottonischer und salischer Zeitstellung (‚Baumburg‘)“ werden als Bodendenkmal unter der Aktennummer D-1-8041-0001 geführt.

## Geschichte

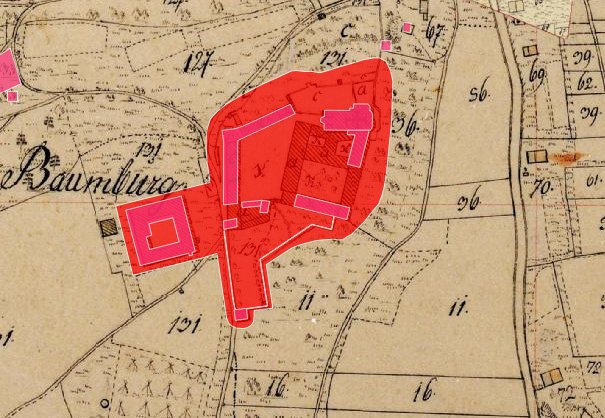
Lageplan von Burg Baumburg auf dem Urkataster von Bayern

Die Burg wurde von den Herren von Sigharding erbaut und um 1020 in ein Kloster umgewandelt. Von der ehemaligen Burganlage ist nichts erhalten.